# Viaduto Jacareí
O Viaduto Jacareí é um viaduto localizado no centro da cidade de São Paulo. Neste viaduto esta instalada a Câmara Municipal de São Paulo.
No ano de 2015, o Viaduto foi palco de muitos protestos. Em junho, ele foi ocupado por mil taxistas e mais de 300 carros, e o trânsito teve de ser desviado. Em setembro, uma das pistas do viaduto foi interditada com carros estacionados em frente ao prédio da Câmara Municipal de São Paulo, à espera de comboios que saem de outras partes de São Paulo e em novembro, o movimento LGBT defendendo a inclusão do termo gênero nas escolas paulistanas, interditou o viaduto.

## Etimologia
De origem tupi-guarani, a palavra Jacareí significa “rio dos jacarés”. 

## Localização
O Viaduto Jacareí é uma curta via de 200 metros que conecta o Viaduto 9 de Julho e a Rua Santo Antônio às ruas Santo Amaro e Dona Maria Paula, cruzando também a Rua Japurá. Seu tráfego de veículos é sempre movimentado a qualquer hora do dia, pois recebe tráfego das regiões da República e também da Consolação, sentido Brigadeiro e Praça da Sé. No número 100 do Viaduto Jacareí se localiza a Câmara Municipal de São Paulo.